# Gaga: Five Foot Two
Gaga: Five Foot Two es un documental estadounidense de 2017 dirigido por Chris Moukarbel y basado en la cantautora estadounidense Lady Gaga, enfocado principalmente en el proceso de creación de su quinto álbum de estudio, Joanne (2016) y su actuación en el espectáculo de medio tiempo del Super Bowl LI. El largometraje se estrenó el 8 de septiembre de 2017 en el Festival Internacional de Cine de Toronto, y más tarde fue publicado en todo el mundo el 22 del mismo mes a través de Netflix. Su título alude a la estatura de la artista; cinco pies y dos pulgadas (1,56 m). Cuenta con la participación especial de su padre, Joe Germanotta, así como su mánager, Bobby Campbell, y los músicos Mark Ronson y Florence Welch.
En términos generales, el documental fue bien recibido por la crítica especializada. De acuerdo con el sitio Rotten Tomatoes, tuvo una aprobación del 74% basada en la opinión de 38 expertos. Asimismo, en Metacritic obtuvo 63 puntos de 100 sobre la base de 13 reseñas profesionales, lo cual denota «críticas mayormente favorables». La mayoría de los expertos alabó la dirección por mostrar a Gaga sin ningún tipo de censura y por revelar varios de sus problemas personales, lo cual lo hizo más «genuino» y «emotivo». No obstante, otros criticaron el hecho de que cayera en tantos clichés.

## Sinopsis
Gaga: Five Foot Two sigue de cerca a Lady Gaga desde julio de 2016 hasta febrero de 2017, y se enfoca mayormente en el proceso de creación de su quinto álbum de estudio, Joanne (2016), con tomas donde la artista se reúne con Mark Ronson y Florence Welch. Además, el documental muestra a Gaga grabando sus escenas para American Horror Story: Roanoke, hablando sobre sus diferencias con Madonna, visitando a su familia, yendo al doctor para consultar el estado de su cadera, siendo intervenida por la policía en un almacén de Walmart, grabando el videoclip de «Perfect Illusion» y ensayando para el espectáculo de medio tiempo del Super Bowl LI.

## Contribuyentes
| - Lady Gaga, protagonista. - Bobby Campbell, mánager de Gaga. - Joe Germanotta, padre de Gaga. - Cynthia Bissett, madre de Gaga. - Natali Germanotta, hermana menor de Gaga. - Mark Ronson, productor ejecutivo de Joanne. - Florence Welch, colaboradora de Joanne. - BloodPop, productor de Joanne. | - Hamish Hamilton, director del espectáculo de medio tiempo del Super Bowl LI. - Donatella Versace, diseñadora de modas y amiga de la artista. - Ruth Hogben, directora creativa de Joanne. - Andrea Gelardin, directora creativa de Joanne. - Richard Jackson, coreógrafo de Gaga. - Sonja Durham, miembro de la Haus of Gaga y amiga de la artista. - Brian Newman, productor de Joanne. - Tony Bennett, músico y amigo de la artista. |

## Producción y lanzamiento

### Antecedentes y anuncio

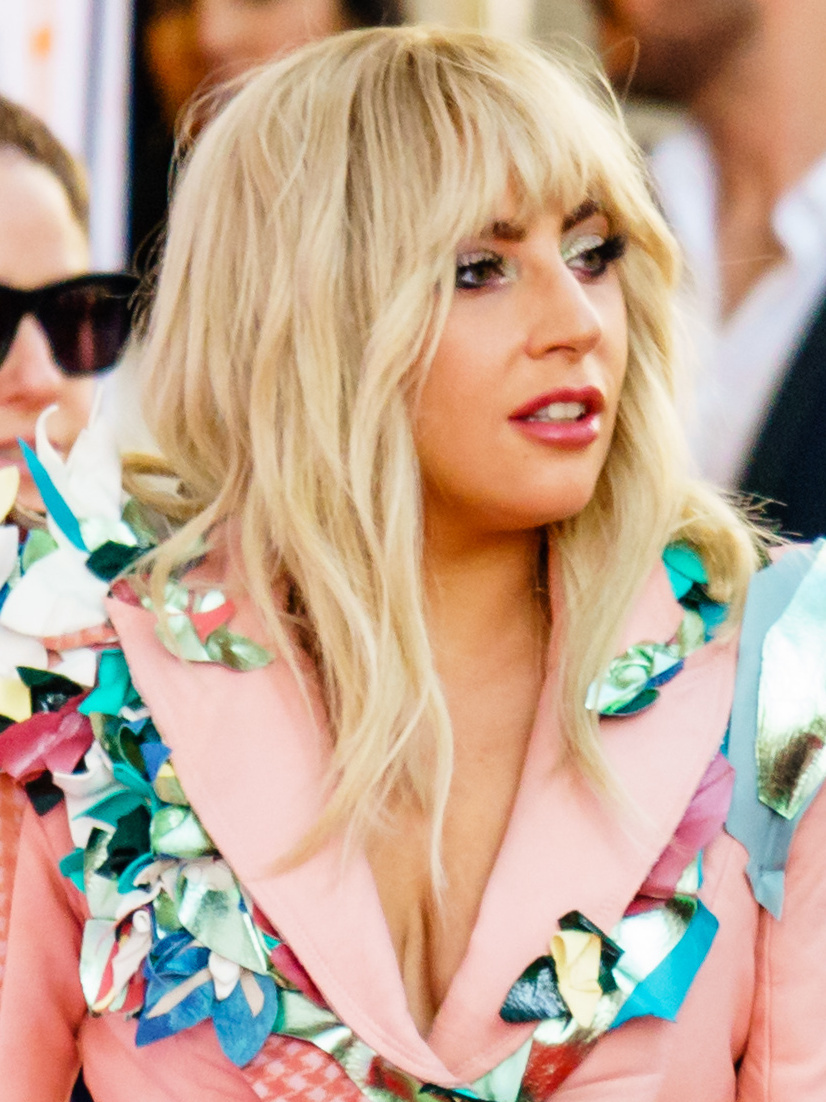
Gaga en el estreno de Gaga: Five Foot Two en Toronto (Canadá) el 8 de septiembre de 2017.

En diciembre de 2012, Lady Gaga anunció que lanzaría un documental sobre la realización de su álbum ARTPOP (2013), y el mismo sería dirigido por Terry Richardson. Sin embargo, el proyecto nunca se concretó. En octubre de 2016, anunció otro documental, esta vez basado en la creación de su disco Joanne (2016), aunque no se confirmó fecha de lanzamiento. Posteriormente, a través de una serie de vídeos publicados en su cuenta de Instagram, la artista reveló el 24 de agosto de 2017 que el largometraje, el cual llevaría por título Gaga: Five Foot Two, estrenaría el 8 de septiembre de ese año en el Festival Internacional de Cine de Toronto. Con ello, también fue anunciado que Chris Moukarbel había sido el director, y que además de enfocarse en el proceso de creación de Joanne, el documental incluiría un detrás de escena de su espectáculo de medio tiempo del Super Bowl LI. Asimismo, Netflix aseguró que Gaga: Five Foot Two sería lanzado a través de su servicio para todo el mundo el 22 de septiembre con sello original. El título del documental alude a la estatura de la artista; cinco pies y dos pulgadas (1,56 m).

### Producción y adelantos
Gaga: Five Foot Two comenzó a grabarse en julio de 2016, pocos meses antes de que Gaga iniciara la promoción de su álbum Joanne con el lanzamiento del sencillo «Perfect Illusion». Su rodaje concluyó oficialmente tras la actuación de la artista en el espectáculo de medio tiempo del Super Bowl LI en febrero de 2017. El primer adelanto oficial del documental fue publicado el 6 de septiembre de 2017, solo dos semanas después de que Gaga confirmara la existencia del mismo. El avance fue proyectado en las pantallas del escenario de su Joanne World Tour, que ese día estaba ofreciendo un concierto en el Air Canada Centre en Toronto.
Durante la rueda de prensa del documental en el Festival Internacional de Cine de Toronto el 8 de septiembre, Gaga explicó que no se involucró mucho en el proceso de grabación del filme, pues el documental es visto desde la perspectiva del director más que de la cantante. Aunque, destacó que fue sumamente difícil filmarlo porque se encontraba en una etapa problemática de su vida. Sobre ello, Chris Moukarbel consideró que llevaron las cosas «lenta y orgánicamente», y que hubo momentos donde Gaga debió haber tenido privacidad, pero decidió permitir que las cámaras entraran. Añadió que intentó ser lo más cercano posible a la artista para que se sintiera en un ambiente de confianza y actuara con mayor naturalidad, pero siempre tuvo claro que debía apagar las cámaras cuando Gaga lo dijera.
El 19 de septiembre, fue publicado un segundo avance del documental, en donde Gaga habló su lucha contra la fibromialgia, enfermedad que hacía menos de una semana que había anunciado que padecía y la cual llevó a la cancelación de su primera participación en el festival Rock in Rio como parte de su Joanne World Tour, y que más tarde también llevaría a posponer todo un recorrido por Europa de la misma gira.

## Comentarios de la crítica
En general, Gaga: Five Foot Two fue bien recibido por la crítica especializada. En el sitio Rotten Tomatoes, tuvo una aprobación del 74% basado en 38 reseñas profesionales, mientras que en Metacritic acumuló 63 puntos de 100 sobre la base de 15 opiniones de expertos.
Tras su estreno en el Festival Internacional de Cine de Toronto, el documental recibió una ovación de parte del público presente. El escritor Owen Gleiberman de la revista Variety alabó la dirección de Chris Moukarbell por contener escenas inesperadas y sin censura de Gaga, lo cual dio una visión más personal que hizo que el documental se sintiera «sincero» y «auténtico». Gleiberman afirmó que Gaga: Five Foot Two conecta con la audiencia porque demuestra que una celebridad puede sufrir problemas comunes a pesar de tener mucho dinero. Por otra parte, Gregory Ellwood del sitio web The Playlist aseguró que el filme cambia la perspectiva del espectador sobre Gaga, pues la hace ver como una artista que está dispuesta a morir por su arte y complacer a sus seguidores. Leslie Felperin de The Hollywood Reporter dijo que es entretenido de ver incluso para aquellos que no son seguidores de la cantante y mencionó que el hecho de que no pudiera controlar el guion hizo que fuese más interesante. Particularmente, Felperin alabó la escena de Gaga interpretando «Joanne», la cual describió como «fascinante». Joe Reid de Decider expresó que en general, el documental se siente «increíblemente genuino» y que es «mejor de lo que debería», y comentó que «es imposible de ver sin sentirse ampliamente impresionado por la determinación y visión» de Gaga.
Asimismo, Glenn Kenny de The New York Times dijo que aunque la dirección y fotografía de Moukarbel son buenas, el desenvolvimiento natural de Gaga es lo que hace que el documental sea impactante para la audiencia. Spencer Kornhaber de The Atlantic destacó el filme por revelar los problemas médicos de la artista, los cuales dieron mayor credibilidad al concepto de Joanne y lo que quería transmitir. Darren Franich coincidió con lo expresado y alabó el documental por dar una visión cruda y sin censura sobre los problemas diarios de la artista. Franich aseguró que aunque gran parte se siente «genuino» y «profundo», hubo algunas escenas que se vieron sobreproducidas, como Gaga siendo detenida en el almacén de Walmart y su discusión en el set de American Horror Story: Roanoke. Con todo, le dio una calificación de B (que en el sistema de evaluación estadounidense denota bueno). Sin embargo, algunos críticos fueron menos receptivos con el documental. Kelsey McKinney de Village Voice lo describió como un «disparate», argumentando que las escenas no tienen conexión entre sí y el filme no sabe a dónde quiere llegar. Lorraine Ali de Los Angeles Times comentó que pese a que es muy «personal», Gaga: Five Foot Two cae en muchos clichés que lo hacen predecible.

## Premios y nominaciones
| Año  | Premiación       | Categoría                | Resultado | Ref.   |
| ---- | ---------------- | ------------------------ | --------- | ------ |
| 2018 | MTV Movie Awards | Mejor Documental Musical | Ganador   | [ 26 ] |
| 2018 | NME Awards       | Mejor Filme Musical      | Ganador   | [ 27 ] |
| 2018 | Webby Awards     | Mejor Música             | Ganador   | [ 28 ] |
| 2018 | Webby Awards     | Mejor Edición            | Ganador   | [ 28 ] |